# جنوم
جنوم أو غنوم (بالإنجليزية: GNOME) (تلفظ /ˈnoʊm/ أو /ɡəˈnoʊm/) هو مشروع عالمي يهدف إلى إنشاء بيئة سطح مكتب سهلة الاستعمال مبنية حصرا على البرمجيات الحرة. يدخل في هذا المسعى تكوين أدوات تساعد المطورين على كتابة تطبيقات برمجية قائمة بذاتها، وانتقاء وترشيح أحسن البرامج لتكون ضمن الإصدار الرسمي، والتركيز على ما يسمى «البيئة المكتبية»، أي جميع البرامج المتدخلة في إطلاق البرامج وتدبير المستندات وتنظيم النوافذ والأشغال الجارية. جنوم جزء من مشروع جنو ويمكن استخدامها مع مختلف أنظمة التشغيل الشبيهة بيونيكس، وبالأخص لينكس، وكذلك كجزء من سطح مكتب أوبن سولاريس.
يستضيف مشروع جنوم باقة من البرامج المختلفة، والتي تُنتخب منها مجموعة محدودة تصدر تحت الاسم الشامل جنوم. يعمل جنوم على نظام تشغيل مثل لينكس أو سولاريس لشركة صن ميكروسيستيمز مكونين نظامًا حاسوبيًا مكتملَ الأوصاف. يعد جنوم جزءًا من نظام تشغيل جنو، وهو بيئته المكتبية الرسمية. تنطق كلمة جنوم رسميا /گْنُوْمْ/،  غير أن نطقها /نُوْمْ/ شائع أيضا. يعرب اسمه رسميًا «جنوم».

## التسمية
اقترح إيليُت لي، أحد مطوري أوربت وورش تنشيط الكوائن اسمَ جنوم كمختصر لجملة GNU Network Object Model Environment. يعود ذلك للنية الأولى من وراء جنوم، تكوين ورش كوائن موزعة مشابه لربط وطمر البرامج لمايكروسوفت. لكن المشروع ابتعد عن هذا الهدف ولم يعد الاسم الكامل ذا معنىً. لذلك السبب، يشجع بعض أعضاء المشروع على التخلي عن هذا المختصر لصالح الاسم العادي، دون تكبير الحروف.

## التاريخ
بدأ مشروع كدي في عام 1996، وكانت كدي نفسها حرة ومفتوحة المصدر منذ البداية، اختارت كدي مكتبات كيوت لكتابة سطح المكتب وبدأ العديد من المطورون كتابة تطبيقات كدي/كيو تي التي - بحلول عام 1997 - كان منها الكبير والمعقد. أصبح مشروع جنو قلق بصدد استخدام مكتبات كيوت لكتابة سطح مكتب وبرامج حرة، فلم تكن مكتبات كيوت مرخصة تحت رخصة برمجيات حرة وكانت ملكيتها تعود لشركة ترولتك، مما أثار انزعاج أعضاء مشروع جنو. كان الأمر بالنسبة لهم في غاية الخطورة، إذ ما يزال المشروع في نشأته، لم يكن من المقبول استعمال برنامج غير حر لبناء ما كان يعد من أكبر نواقص مشروع جنو إذاك، وهو إيجاد بيئة سطح مكتب للمستخدمين النهائيين ولذلك وكرد على مشاكل الترخيص في البرامج التي تستعملها بيئة سطح المكتب كيدي. بدء مشروعان في أغسطس 1997 هما; طقم الأدوات هارموني، بهدف كتابة بديل حر لمكتبات كيوت، وجنوم لبناء بيئة مكتبية بدون كيو تي وعلى أساس برامج حرة فقط.

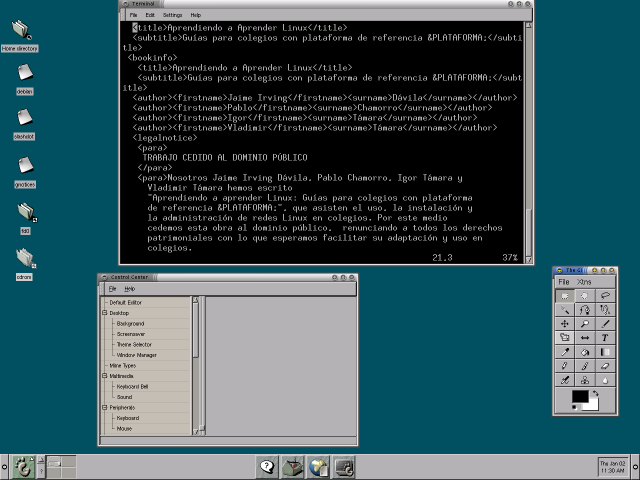
جنوم 1, مارس 1999

بدل طقم أدوات كيوت، استعمل جتك+ كأساس لجنوم ورخص بموجب رخصة جنو العمومية الصغرى، ذلك لأن هذا الترخيص يجيز استعماله في برامج مرتبطة به، حتى ولو كانت برامج محتكرة. كيو تي مرخص تحت ترخيصين، الرخصة العمومية كيو ورخصة جنو العمومية، لكنهما لا يسمحان بربط كيو تي ببرامج مملوكة بحرية، وهذا ما يميز جتك+ عن كيوت. قادة ومؤسسي مشروع جنوم في بدايته مبرمجين مكسيكيين هماميجيل دي إيكازا وفيديريكو مينا. في نوفمبر 1998، تم طرح كيو تي تحت رخصة كيو العمومية مفتوحة المصدر. وفي نفس العام، أنشئت مؤسسة كي دي إي كيو تي الحرة التي تضمن طرح كيو تي تحت رخصة على شاكلة رخصة بي إس دي في حال أصبحت شركة ترولتك غير موجودة أو لم تطرح نسخة مفتوحة المصدر من كيو تي خلال 12 شهرا. لكن في سبتمبر 2000 طرحت ترولتك نسخة كيو تي التي تعمل على يونكس/إكس 11 تحت رخصة جنو العمومية بالإضافة إلى رخصة كيو العمومية مما أزال مخاوف مؤسسة البرمجيات الحرة. في نهاية عام 2000، توقف مشروع هارموني، كما أن كدي لم تعد تعتمد فقط على رخصة جنو العمومية، اما تطوير جنوم فقد بقي مستمرا. في مارس 2009، أصدر عن كيوت 4.5، بعد أن تم شراء ترولتيك من قبل شركة نوكيا، أضيفت رخصة جنو العمومية الصغرى كخيار ثالث. طورت إيزل مدير الملفات نوتيلوس ما بين عامي 1999-2001. أسس دي إيكازا ونات فريدمان هيليكس كود (في وقت لاحق أصبح اسمها زيميان:Ximian) في عام 1999 في ولاية ماساتشوستس. وضعت الشركة البنية التحتية لجنوم وتطبيقاته، وفي عام 2003 تم شراؤها من قبل شركة نوفل.

### الأهداف
حسب موقع جنوم الرسمي:
| ” | يوفر جنوم شيئين: بيئة جنوم المكتبية، مكتب حدسي وجذاب للمستخدمين، ومنصة تطوير جنوم، ورشة واسعة لبناء التطبيقات التي تندمج مع باقي المكتب. | “ |

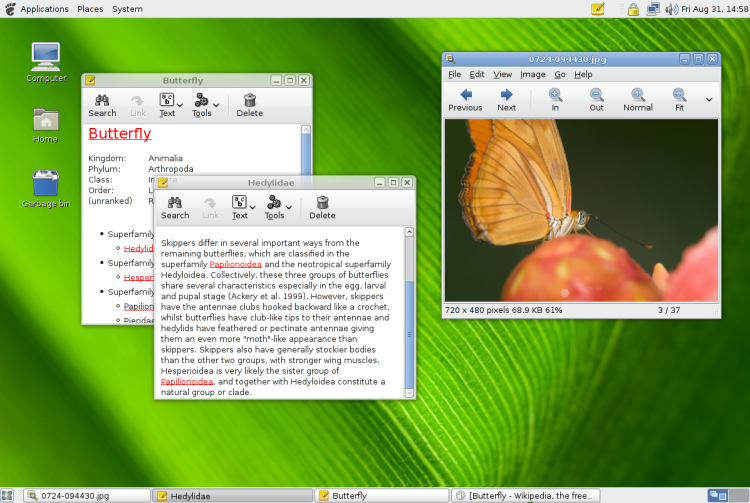
2.20

يركز جنوم كثيرًا على البساطة والاستعمال السهل والحدسي، متخذًا «البساطة والجمال» شعارًا له. من أهدافه أيضا:
- الحرية: إنشاء بيئة مكتبية مجانية وبشيفرة مصدرية يمكن لأي شخصٍ تعديلها تحت رخصة حرَّة.
- سهولة المنال والإعانة: توجيه الاهتمام لذوي الاحتياجات الخاصة، ليتمكن الجميع من استعماله مهما كانت قدراته العقلية والبدنية.
- التوطين والعولمة: تقديم جنوم في لغات عديدة.
- تبسيط التطوير: سهولة كتابة برامج تندمج جيدًا في المكتب والسماح باستعمال مجموعةٍ واسعة من لغات البرمجة.
- التنظيم: دورة إصدار منتظمة وهيكل مجتمعي مستقيم.
- الدعم: جلب المساعدة والدعم من مؤسسات مختلفة تتعدى مجتمع جنوم.

## هيكل المشروع
كما هو الحال في معظم مشاريع البرمجيات الحرة، مشروع جنوم يدار بشكل حر. المناقشات تحدث بشكل أساسي على عدد من القوائم البريدية العامة. في أغسطس 2000، أصبحت مؤسسة جنوم المنسقة لجهود مشروع جنوم، كما تعمل كنقطة اتصال للشركات الراغبة في تطوير برمجيات جنوم. لكن المؤسسة لا تشارك مباشرة في القرارات الفنية، لكنها تنسق النشرات وتحدد المشاريع التي ستكون جزءًا من مشروع جنوم. العضوية مفتوحة لأي شخص قدم مساهمة لهذا المشروع. أعضاء المؤسسة ينتخبون مجلس إدارة في شهر نوفمبر من كل عام، والمرشحين للمناصب يجب أن يكونوا من الأعضاء. المطورين ومستخدمي جنوم يجتمعون في اجتماع سنوي يعرف بـ (GUADEC) لمناقشة الوضع الحالي للمشروع وتوجهاته المستقبلية. جنوم يتضمن في كثير من الأحيان معايير من فري دسكتوب.أورج للسماح لتطبيقات جنوم بتحسين تعاملها مع أجهزة الكمبيوتر المكتبية الأخرى، وتشجيع كل من عنصري التعاون والمنافسة.

### تعدد اللغات
يقدم جنوم في لغات عديدة من بينها العربية ويدعم أكثر الكتابات تعقيدا كاللغات العمودية واللغات المكتوبة من اليمين إلى اليسار. ترجمت جنوم للعديد من اللغات، وهي حاليّا متاحة بـ 189 لغة.

#### التعريب

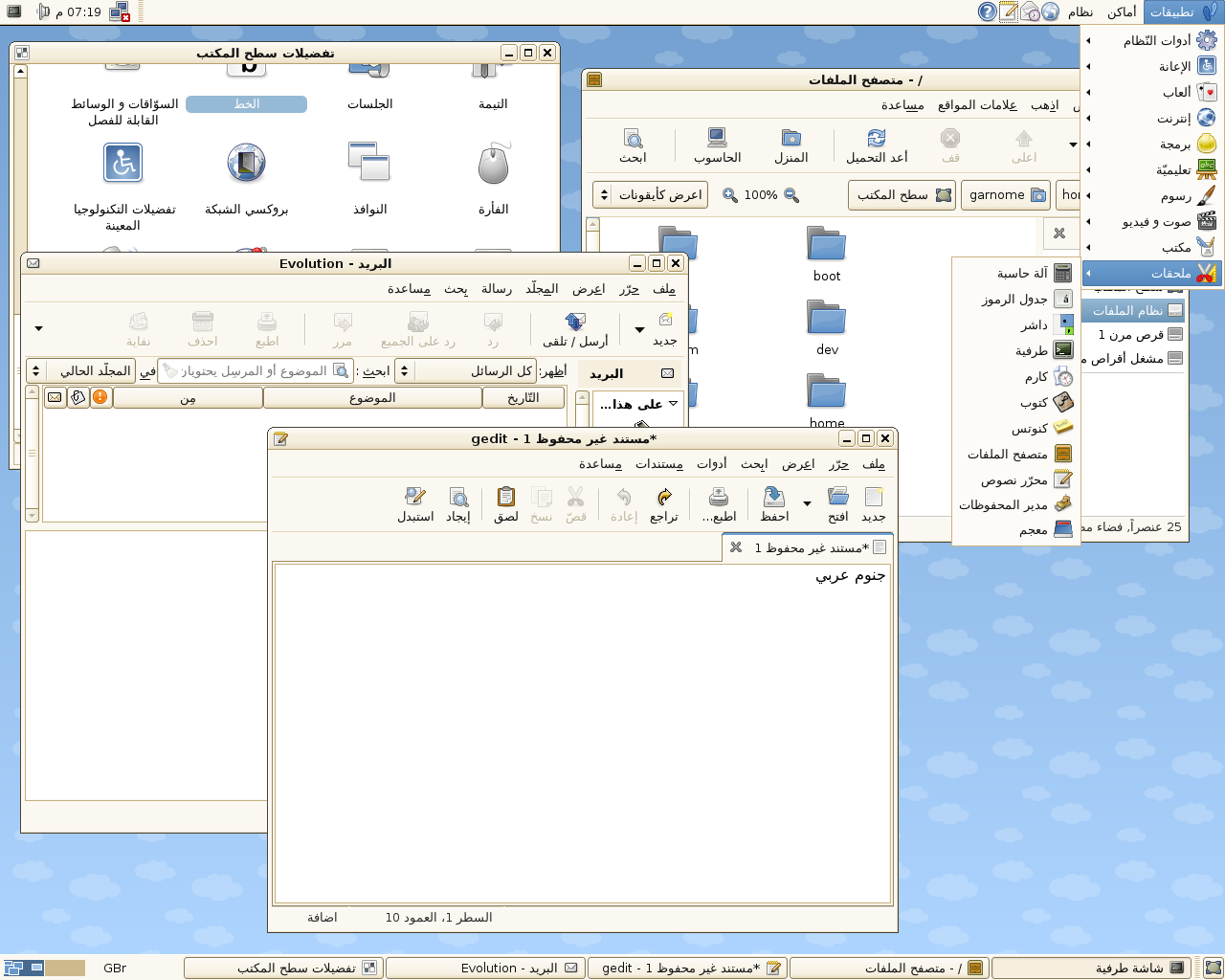
صورة لجنوم بالعربية.

مع الإصدارة 2.18 أصبحت البرامج التي تشكل جزءًا من مكتب جنوم رسميًا معرَّبة بالكامل. يعمل على تعريب جنوم فريق من المتطوعين -شأنهم شأن أغلب المشاركين في تطوير جنوم- تحت مظلَّة مشروع عرب آيز.
بدأت عملية التعريب في سبتمبر 2001 برسالة من محمد الزبير إلى قائمة جنوم البريدية. في 21 يوليو 2003 أرسل عرفات المديني رسالة إلى قائمة عرب آيز البريدية معلنًا اكتمال ترجمة جنوم 2.2  وبعدها بفترة أصاب مشروع الترجمة حالة من الجمود حتى منتصف عام 2006 عندما عاد المشروع للنشاط مرةً أخرى، وفي 28 ديسمبر 2006 أرسل جهاد عفيفي رسالةً للقائمة معلنًا اكتمال ترجمة جنوم 2.16  متأخرةً عن الإصدار الرسمي ببضعة أشهر، ومع صدور جنوم 2.18 صدرت الترجمة العربية المكتملة لجنوم 2.18 رسميًا عبر مشروع جنوم لتتزامن ترجمة جنوم لأول مرة مع الإصدار الرسمي.

### سهولة الاستعمال
منذ إصدار جنوم 2.0، أصبحت سهولة الاستخدام من أهمِّ أهداف المشروع. من بين الإنجازات في هذا المجال، كتابة دليل الواجهة الإنسانية لجنوم. هذا دليل مفصل في كيفية إنشاء برامج رسومية في غاية الجودة ومنسجمة وسهلة، من تصميم الواجهات إلى تنسيق الحاويات على أساس البكسلات.

## بنية المشروع
كما في معظم مشاريع البرامج الحرة، لا يدار المشروع بشكل صارم، بل تدور معظم النقاشات في القوائم البريدية.
في أغسطس 2000، ظهرت مؤسسة جنوم لتهتم بالشؤون الإدارية والاهتمامات الصحفية والتعامل مع الشركات المهتمة بتطوير جنوم. دون أن تتدخل في التفاصيل التقنية، تشرف المؤسسة على مواعيد الإصدار وانتقاء المشاريع المرشحة للدخول في إطار جنوم. الانخراط في المؤسسة مفتوح لأيِّ شخص قام بمجهودات مهمة في المشروع. يصوت أعضاء المؤسسة على مجلس مدراء كل شهر نوفمبر، ويترشح أعضاء من بين أعضاء المؤسسة.
يجتمع مطوروا ومستخدموا جنوم سنويًا في لقاء جوادك (GUADEC) لمناقشة الوضع الحالي للمشروع وتطلعاته المستقبلية.

## المنصات
صمم جنوم من أجل نظام جنو (أو جنو/لينكس)، يشتغل جنوم الآن على معظم الأنظمة الشبيهة بيونكس التي من أبرزها سولاريس حيث اعتمدت صن ميكروسستمز هذه البيئة المكتبية لاستبدال البيئة المكتبية الاعتيادية كجزء من نظام مكتب جافا. يشكل جنوم الواجهة الرسمية في توزيعات لينكس حديثة كثيرة، مثل أوبونتو وفيدورا كور. يضم موقع جنوم الرسمي قائمة من التوزيعات التي تضم جنوم.
يمكن تنزيل قرص حي رسمي لجنوم من الموقع الرسمي الذي يسمح بتشغيل جنوم مباشرة عبر قرص مضغوط بدون أي تعديل في النظام.
حملت مكونات كثيرة لجنوم إلى سيج وين لتشغيلها انطلاقًا من مايكروسوفت ويندوز.

## المعمارية
ينبني جنوم على مشاريع كبيرة مختلفة، نذكر من بينها:
- بونوبو - تقانة مستندات مركبة.
- جكونف - لتسجيل إعدادات التطبيقات.
- نظام الملفات الافتراضي لجنوم - نظام ملفات افتراضي.
- حلقة مفاتيح جنوم - لحفظ مفاتيح التعمية ومعلومات الأمان.
- مشروع ترجمة جنوم - ترجمة البرامج والوثائق إلى لغات مختلفة.
- جتك+ - طقم عدة مستعمل في بناء البرامج الرسومية. يسمح استعمال هذا الطقم بتخصيص المظهر والرسوميات الواضحة الخالية من التسنن. من مشاريعه الفرعية: جكوائن، لدعم البرمجة الموجهة للكوائن؛ بانجو، لدعم كتابات معقدة ومحارف عالمية، وأتك للإعانة. يساعد جتك+ على حمل برامج جنوم إلى منصات أخرى بمجهود قليل.
- معايير الواجهة الإنسانية - البحث وكتابة وثائق حول تسهيل استعمال برامج جنوم.
- مكتبة XML - مكتبة لصيغة لغة الترميز القابلة للامتداد.
- أوربت - أورب لتكوين البرامج.

يمكن الكتابة بلغات كثيرة ك سي++ (جتكمم وجافا (جافا-جنوم وروبي (روبي-جنوم) وسي (جتك#) وبايثون (بايجتك) وبيرل (جتك2-بيرل) وغيرها. اللغات المستعملة في البرامج الرسمية لجنوم هي سي وسي# وبايثون.

## المظهر
صمم جنوم على أساس المكتب المجازي التقليدي. تشبه طريقته في تدبير النوافذ والبرامج والملفات مكاتب أنظمة التشغيل المعاصرة. في إعداداته الافتراضية، يوجد في أعلى المكتب قائمة لبدء البرامج وفتح الملفات؛ يمكن تصفح النوافذ باستعمال العارضة السفلى؛ ويوجد في أعلى اليسار منطقة إشعار للبرامج التي تعمل في الخلفية. لكن يمكن في أي وقت تغيير موضع هذه الأدوات وإزالتها وإضافة أدوات أخرى.
يمكن تعديل مظهر جنوم باستعمال السمات، وهي مجموعة أيقونات وتزيين النوافذ ومحرك سمات جتك+ وضوابط أخرى. من أشهر السمات المنحنى الأزرق (Bluecurve) والمظهر الصافي (Clearlooks) (السمة الافتراضية).
يركز جنوم على سهولة الاستعمال على الجميع، ولهذا يرشد مشروع معايير الواجهة الإنسانية على تصميم برامج تتصرف بطريقة متجانسة وحسنة لتقديم منظر متكامل.

## المكتب الحر.أورجوجنوم
المكتب الحر.أورج مشروع يهتم بالتوافق والتقانات المشتركة بين مختلف مكاتب نوافذ إكس مثل جنوم أو كدي أو إكسفس. هذه المنظمة لا تتبع أية معايير رسمية، فهي تحدد بعض ميزات مكتب إكس الأساسية، كالحمل والوضع بين البرامج ومواصفات مدراء النوافذ وإخراج القوائم وقائمة الملفات الحديثة والنسخ واللصق بين البرامج وقاعدة بيانات مايم مشتركة، إلخ. من أهداف اتباع معايير المكتب الحر جعل تطبيقات جنوم أكثر انسجاما مع المكاتب الأخرى، وتشجيع التعاون والتنافس. من التقانات التي ظهرت من خلال هذا المشروع، والتي هي من تقانات جنوم الجوهرية:
- القاهرة - مكتبة ثنائية الأبعاد معقدة.
- بانغو - مكتبة لتصيير النصوص العالمية.
- دباص - نظام تواصل العمليات.
- جي ستريمر - ورش متعدد الوسائط.
- هال - مواصفة وتطبيق لطبقة تجريد عتاد
- بوبلر - مكتبة تصيير الملفات المحمولة (مثل نسق المستندات المنقولة)
- مشروع مكتب تانجو - يهدف إلى تقديم معيار بصري بين مختلف المنصات.

هذه هذه المبادرات ترك الحرية للمستخدمين والمطورين في اختيار التقانات والتطبيقات التي يفضلون مهما كانت البيئة المكتبية المستخدمة.

## التطبيقات
مئات من التطبيقات متوفرة لجنوم. تمكن هذه التطبيقات الناس من الانخراط في مجموعة واسعة من الأنشطة، من اللعب، الوسائط المتعددة، تحرير الصور، إدارة النظام. الغالبية العظمى من التطبيقات متاحة بحرية. هذه بعض تطبيقات جنوم.
| التطبيق         | application      | | أيقونة            | لقطة            |
| --------------- | ---------------- | --- | ----------------- | --------------- |
| إكيجا           | Ekiga            | هو برنامج فويب ومحادثة مرئية حر ومفتوح المصدر، يعمل البرنامج على لينكس ووندوز، برنامج إيكيجا يدعم بروتوكول SIP وH.323 (المبني على OpenH323)، ويتوافق بشاكل كامل مع اي برنامج يدعم برتوكول SIP. | أيقونة إبيفيني    | إكيجا           |
| إبيفيني         | Epiphany         | متصفح وب حر، البرنامج مدعم بمحرك جيكو، لذا فإن إبفني يعرض مواقع الإنترنت بنفس دقة وسرعة المتصفح موزيلا فيرفكس. البرنامج مترجم لأكثر من 30 لغة. يحتوي البرنامج على نظام حماية لكلمات السر. كما يشتمل على مانع للنوافذ المنبثقة، ويرفض حفظ الكوكيز من المواقع غير الموثوقة. | أيقون إبيفيني     | إبيفيني 3.0     |
| ايفنس           | Evince           | عارض لمستندات بي دي إف، بوست سكربت، ديجيفو، تي آي إف إف، دي في آي. خلال عملية تطوره، كان الهدف هو استبدال العديد من عأرضي المستندات في جنوم بتطبيق واحد وبسيط. تمت كتابته في الأساس بلغة سي مع جزء صغير بلغة سي++. البرنامج يصدر تحت رخصة جنو العمومية. | أيقونة ايفنس      | ايفنس 2.30.3    |
| إفليوشن         | Evolution        | مدير المعلومات الشخصية وأداة إدارة معلومات مجموعات الأعمال الرسمية لبيئة جنوم. يجمع إيفوليوشن بين وظائف إدارة البريد الإلكتروني، المفكرة، دليل العناوين، قائمة المهام. صار جزءاً رسمياً من جنوم منذ النسخة 2.8 في سبتمبر 2004. |                   | إفليوشن         |
| جنوم أي         | Eye of GNOME     | عارض الصور الرسمي لبيئة سطح المكتب جنوم. يقتصر البرنامج على عرض صيغ الصور فقط وليس غيرها. بالإضافة إلى تقديمه تأثيرات أساسية للصور مثل تقريب الصورة، وعرضها بالكامل على الشاشة، وتدوير الصورة، والتحكم في شفافية خلفية الصورة. | أيقونة إفليوشن    |                 |
| فايل رولر       | ملفRoller        | مدير أرشفة ملفات، يستطيع البرنامج إنشاء وتعديل الأرشيفات، عرض محتويات الأرشيفات، عرض ملف موجود في أرشيف، فك ضغط ملفات من الأرشيف. | أيقونة فايل رولر  |                 |
| جي إديت         | gedit            | محرر نصوص حر مفتوح المصدر، يستخدم الترميز العالمي UTF-8. يعمل على لينكس، وماكنتوش، ومايكروسوفت ويندوز. صمم ليكون محرر نصوص للأغراض العامة، بحيث يؤكد مفهوم البساطة ببساطته وسهولة الاستعمال، لكنه يتضمن ادوات لتحرير شيفرة المصدر والنصوص المهيكلة مثل لغات الترميز او لغات التوصيف. | أيقونة جي إديت    | جي إديت 2.2.6.1 |
| قاموس جنوم      | Gnome dictionary | قاموس يستخدم بروتوكول DICT | أيقونة قاموس جنوم | قاموس جنوم      |
| طرفية جنوم      | GNOME Terminal   | محاكي سطر أوامر، يتيح للمستخدمين كتابة وتنفيذ الاوامر باستخدام القُمرة باش، أو غيرها من الصدفات وذلك من داخل الواجهة الرسومية، وهذا يتيح قدرا كبيرا من المرونة حيث تستطيع تحريك وتحجيم النافذة والانتقال من سطح مكتب لأخر، تماماً مثل اي نافذة أخرى في جنوم. | شعار طرفية جنوم   | طرفية جنوم 2.22 |
| ميتاسيتي        | Metacity         | مدير النوافد ميتاستي هو نظام إدارة نوافذ مركبة معتمدة من قبل بيئة سطح المكتب جنوم، تطوير ميتاستي ابتدأ من قبل هافوك بينينجتون وهي مرخصة برخصة جنو العمومية. |                   |                 |
| نوتلس           |                  | مدير ملفات، يدعم نوتلس تصفّح نظام الملفات المحلي بالإضافة إلى مواقع بروتوكول نقل الملفات، وويندوز SMB، وغيرها عبر نظام ملفات جنوم الافتراضي. كما يدعم العلامات، وخلفيات النافذة، والشعارات، والملاحظات، كما يتيح للمستخدم الاختيار بين مشهد الأيقونات أو القائمة. كما يحفظ تأريخ المجلدات المزارة -مثله مثل متصفحات الوب- بما يتيح سهولة الرجوع لها. كما يستطيع عرض معاينات للملفات تظهر على أيقوناتها، سواء نلفات النصوص أو الصور أو الفيديو عبر المُصغِّرات | شعار نوتلس        | نوتلس 3.0.2     |
| مستخرج الصوتيات |                  | للاستماع إلى الأقراص الصوتية |                   |                 |
| توم بوي         |                  | ويكي سطح مكتب |                   |                 |
| توتم            | مثال             | مُشغّل لملفات الفيديو والصوت | أيقونة توتم       | توتم 3.2.0      |
| سي هورس         | Seahorse         | مدير لمفاتيح التعمية |                   | سي هورس 2.22.2  |

## إصدارات جنوم

### الإصدارات الحالي
صدر جنوم 3.2 في 28 سبتمبر 2011، وحاليا هو أحدث إصدار من سطح المكتب جنوم. جلبت هذه النسخة مزيد من الاستقرار في شل جنوم والتقنيات الأساسية، فضلا عن إدخال تحسينات على تطبيقات جنوم. ظهرت ملامح جديدة في جنوم ثلاثة تشمل القدرة على إضافة حسابات على الإنترنت، الأمر الذي يسمح للتكامل مع الخدمات مثل مستندات جوجل، تقويم جوجل وجهات اتصال جوجل في جنوم، وكذلك الحفاظ على قائمة المستخدم المحدثة. جنوم 3.2 يجلب أيضا تطبيقات جديدة، مثل جهات الاتصال، وثائق جنوم وكذلك دعم تطبيقات الويب في إبفني 3.2.

### الإصدارات السابق
صدر جنوم 3.0 في 6 نيسان، 2011. وأعلن عنه في مؤتمر GUADEC في يوليو 2008 في إسطنبول. تم إدخال اسم رمز توباز حول 2005  ومنذ وقت طويل لم يكن سوى ملعبا للأفكار الغامضة. تم إنشاء عدد غير قليل من النموذجين كجزء من عدة عمليات لتوباز لتبادل الأفكار. على الرغم من أن فلسفة جنوم عموما أن التغييرات تدريجية، لكن جرت تغيرات كبيرة على سطح المكتب في عملية إصلاح كبيرة لشل جنوم.

### الإصدارات الأقدم

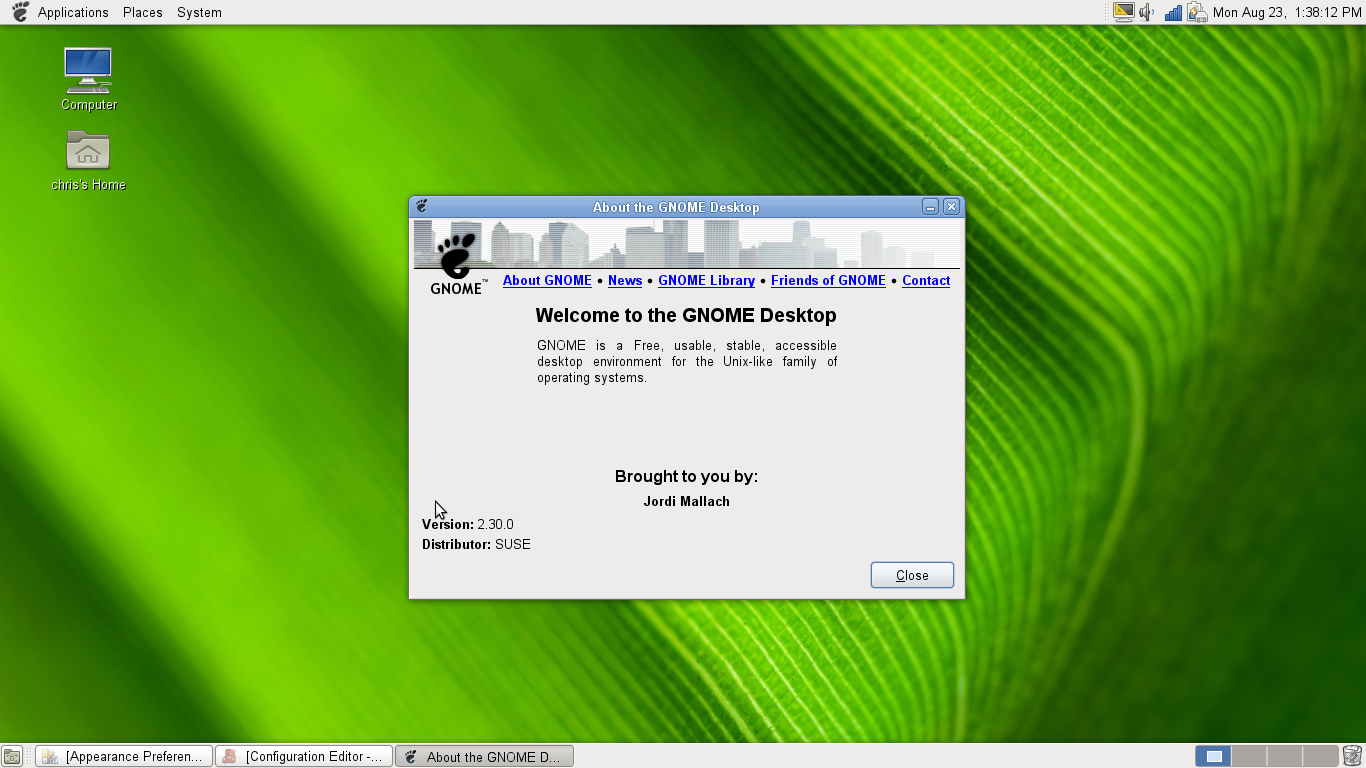
جنوم 2.30, مارس 2010

كان آخر إصدارات 2.x هو الإصدار رقم 2.32، والذي صدر في سبتمبر 2010. شملت الأصدار تحسينات أدخلت على Empathy، ايفنس، ومدير الملفات نوتيلوس. كان الأصدار 2.32 آخر إصدار أحتوى على تعديلات كبرى قبل أطلاق الأصدار 3.0. بينت الاختبارات أن جنوم 2 (الإصدار 2.29) يستهلك ذاكرة أقل بالمقارنة مع كدي 4.4، ولكن أعلى من إكسفس 4.6 وكسدي 0.5 (التي تستند أيضا على جتك+ مثل جنوم).
- كل جزء من أجزاء جنوم له رقم إصدارة خاص به، ولكن العاملين على هذه الأجزاء يحاولون إطلاق إصدارة نسخة جديدة كل 6 أشهر حتى توافق إصدارة جنوم الجديدة. الإصدارات المبينة أدناه هي الإصدارات المستقرة الجاهزة للمستخدمين، إصدارات تصحيح الأخطاء وغيرها غير مبينة في القائمة.

| الإصدار | التاريخ     | معلومات |
| ------- | ----------- | --- |
|         | أغسطس 1997  | أعلِن عن مشروع جنوم |
| 1.0     | مارس 1999   | أول إصدار رسمي لجنوم |
| 1.0.53  | أكتوبر 1999 | "أكتوبر" |
| 1.2     | مايو 2000   | "Bongo" |
| 1.4     | أبريل 2001  | "Tranquility" |
| 2.0     | يناير 2002  | تطورات كبيرة على أساس GTK2. اعتماد تعليمات الواجهة الإنسانية. |
| 2.2     | فبراير 2003 | تحسينات في الوسائط ومدير الملفات. |
| 2.4     | سبتمبر 2003 | إضافة متصفح الوب إبفني ومساعدات الإدخال |
| 2.6     | مارس 2004   | تحويل نوتلس إلى Spatial ملفManager، وإضافة نافذة اختيار الملف في GTK. طورت نسخة منشقة من جنوم باسم GoneME لإبطال التغييرات في هذه الإصدارة، ولكنها توقفت بعد فترة قصيرة. |
| 2.8     | سبتمبر 2004 | تحسين الأجهزة المنفصلة، إضافة قارئ البريد إفليوشن. |
| 2.10    | مارس 2005   | متطلبات ذاكرة اقل وتحسين في الأداء. إضافة بريمجات جديدة وبرامج طوطم ومستخرج الصوتيات |
| 2.12    | سبتمبر 2005 | تحسينات في Nautilus، تحسين النسخ واللصق بين البرامج وفي freedesktop.org. إضافة برنامج Eviance لقراءة ملفات PDF، سمة افتراضية جديدة Clearlooks. إضافة Menu Editor. أدوات تحكم مركزية. مبني مع دعم GTK+ 2.8 وCairo |
| 2.14    | مارس 2006   | تحسين الأداء. إضافة برنامج Ekiga للحوار بالصوت والصورة. Deskbar أداة بحث. تغيير مستخدم سريع. أدوات Sabayon للتحكم بالنظام. |
| 2.16    | سبتمبر 2006 | تحسينات أداء. إضافة Tomboy لحفظ الملاحظات، Baobab لتفحص استخدام القرص، Ocra قارئ الشاشة، تحسينات في طوطم، نوتلس وأدوات إدارة الطاقة. دعم Compositing في ميتاسيتي. |
| 2.18    | مارس 2007   | تحسينات في الأداء. إضافة حصان البحر؛ واجهة GPG يتيح تعمية البريد الإلكتروني والملفات المحلية، محلل استخدام القرص المحسن الذي يدعم المبيان الحلقي، تحسينات على إبيفيني ومدير طاقة جنوم ومدير الحجوم، لعبتان جديدتين؛ جنوم سودوكو وglchess. |
| 2.20    | سبتمبر 2007 | إصدار ذكرى التأسيس العاشرة. تطوير الأداء؛ تحسينات في متصفح إبيفيني، EOG، مدير طاقة جنوم؛ تقنية جديدة لحماية كلمة السر في برنامج حصان البحر. الإضافات: تقنية تحرير وتعديل ملفات PDF في برنامج "إيفنس"؛ تقنية بحث متكامل في معالجات الملفات؛ مرماز لتنزيل الملفات تلقائيًا. |
| 2.22    | مارس 2008   | إضافة تشيز، وهي أداة مخصصة لالتقاط الصور من كاميرا الويب ومراقب سطح المكتب البعيد؛ تدعيم أساسي لمركب الويندوز في ميتاسيتي؛ إضافة GVFS؛ تطيو وتدعيم برنامج قراءة أقراص الدي في دي وفيديوهات اليوتيوب، وميث تي في، في مشغل الوسائط طوطم؛ ساعة لتحديد المواقيت العالمية؛ دعم لتقويم غوغل وتعليم الرسائل في قارئ البريد إفليوشن؛ تحسينات في برامج إيفنس، توم بوي، ساوند جوسر والآلة الحاسبة. |
| 2.24    | سبتمبر 2008 | إضافة المراسل الفوري إمباثي، إيكيجا 3.0، خاصية الاستعراض المبوب في نوتلس، مدعّم شاشات متعددة أفضل ومدعّم تلفاز رقمي مطوّر. |
| 2.26    | مارس 2009   | خاصية جديدة للتسجيل على الأقراص هي براسيرو، خاصية تبادل ملفات أقل تعقيدًا، تحسينات في مشغل الوسائط، تدعيم خاصية الشاشات المتعددة وقارئ البصمة. |
| 2.28    | سبتمبر 2009 | إضافة وحدة جنوم الخاصة بتقنية البلوتوث. تحسينات لمتصفح إمباثي، إضافة مراسل إمباثي الفوري، تقنية تقفي الوقت. التطوير إلى النسخة رقم 2.18 من جتك+. |
| 2.30    | مارس 2010   | تحسينات لنوتلس، إمباثي، توم بوي، إيفنس، تقنية تقفي الوقت، متصفح إبفني، وفيناغري. أضيفت تقنية تسمح بدعم أجهزة الآي بود والآي بود اللمسي عن طريق نظام الملفات Gvf عبر libimobiledevice. تستخدم النسخة 2.20 من جتك+. |
| 2.32    | سبتمبر 2010 | إضافة مدير ألوان ريغال وجنوم. تحديث إمباثي، إيفنس، نوتلس وغيرها. |
| 3.0.0   | أبريل 2011  | إضافة dock يستبدل قائمة البرامج المفتوحة ودمج شريط النوافذ بإطار جنوم. تبسيط السكريبت الخاص ببعض المكتبات. وغيرها. |
| 3.2     | سبتمبر 2011 | إضافة برامج دعم لحسابات المستخدمين على شبكة الإنترنت. إضافة برامج دعم للخيارات الإضافية المتاحة على الإنترنت. معالجات لقائمة المتصلين والملفات. إمكانية المعاينة السريعة للملفات عبر معالجها. تكامل وتوثيق أفضل. تطوير المظهر الخارجي وتطوير أداءات عدّة. |

## الجدل حول جنوم 3.0

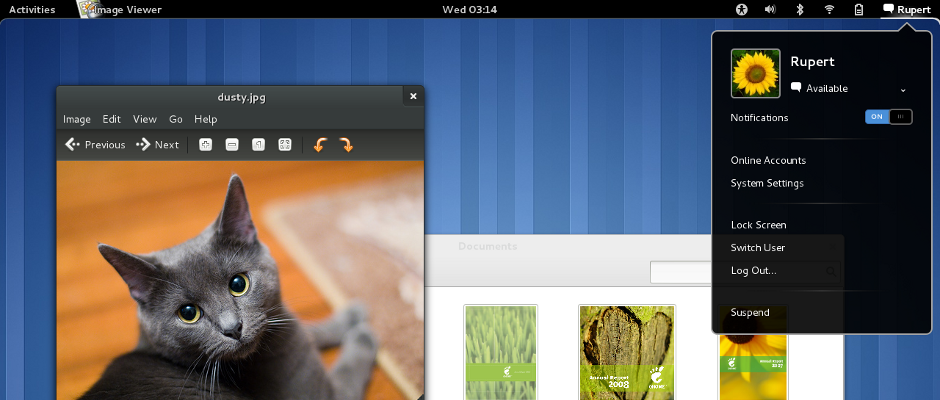
جنوم 3.2

مع الإفراج عن جنوم 3.0 وتخليها عن سطح المكتب التقليدي الذي ظهرت به لسنوات، أثارت جدلا كبيرا بين كلا من مستخدمي ومطوري لينكس عن قابليته للاستخدام. ومن بين هؤلاء لينوس تورفالدس، مبتكر نواة لينكس ومستخدم واجهة جنوم التقليدية قبل التخلي عنها في الإصدار الثالث. وانتقد تورفالدس جنوم ثلاثة بالقول «ان المطورين قد قررت على ما يبدو انه» معقد جدا«لتؤدي العمل الفعلي على سطح المكتب، وقرروا لجعله مزعج حقا.» ذكر تورفالدس مشاكل قابلية الاستخدام بشكل خاص ولخصها بوضوح بأنها «حماقة مجنونة» 
لقيت جنوم ثلاثة انتقادات من مطوري ومستخدمي جنوم الأخرى ن على غرار لينوس تورفالدس، حيث اشار ستيفن اوين، المطور الرئيسي ليوبر استديوتنت، - وهي توزيعة لينكس للتعليم العالي وطلاب المدارس - إلى أمثلة تبين أن جنوم 3.0 «عائق» لإنتاجية الطالب. كما جادل كذلك بأن قضايا قابلية إاستخدام جنوم 3.0 مقارنة بالنسخة السابقة بما وصفه بأنه «أزمة». وبرر ذلك بان مطوري جنوم «أصبحت يأسره الأبل ماك شخصيا». واضاف اوين ان جاذبية سطح المكتب والاهتمام بالشكل أدى إلى تحول رئيسي في إستراتيجية لينكس الشاملة، وعلى أحدهم تحمل هيمنة أبل على حساب هيمنة مايكروسوفت بدلا من هيمنة مايكروسوفت نفسها. واختتم كلمته بالحث على إعادة التركيز مع الابتعاد عن أبل والعودة نحو مايكروسوفت، وأعرب عن أمله في أن المسألة سوف تتصحح ذاتيا مع مرور الوقت، نظرا لطبيعة لينكس الحرة والمفتوحة المصدر. في استجابة لبعض هذه الانتقادات، قال مصمم جنوم وليم جون ماكانن في مقابلة أن ""الناس ليسوا متشابهين، والواقع قد لا يكون يحلو لهم«، مشيرا إلى أن» هناك الكثير من المنتجات المختلفة وهذه أو تلك قد تناسب طريقتهم في العمل بشكل أفضل«. ومع ذلك، ذكر أيضا أن» هذه ليست المرة الأولى التي واجهنا فيها مثل ردود الفعل هذه«، مضيفا إلى أن» الكثير من الناس أنفسهم الذين يدعون الآن بأن جنوم 2 كانت شيء عظيم بالنسبة لهم كانوا بعضا من أشد المعارضين للأشياء الت فعلنا في جنوم 2 فيما مضى«. علق أيضا أن بعض» ردود الفعل غير صحيحة ونحن نذهب لاستخدام ذلك لاتخاذ قرارات واعية في دورة جنوم 3«، مؤكدا ان جنوم 3 لا يزال في مرحلة مبكرة من التطوير، وأنهم استغرقوا» تسعة أعوام للوصول إلى ما وصل اليه جنوم 2 الآن، ونحن لنا الآن أربعة أشهر فقط مع جنوم 3.

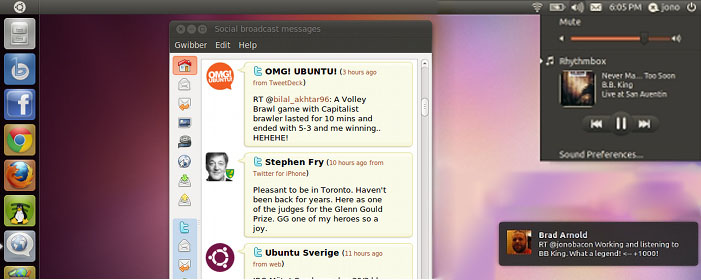
لقطة لواجهة يونتي في أوبنتو 11.04

ردود الفعل على جنوم شل لم تكن سلبية على الصعيد العالمي. علق سكوت جلبرتسون في استعراضه لفيدورا 15، واحدة من أول التوزيعات التي ضمنت جنوم 3 فيها، في حين أن "لا يوجد شك في أن جنوم 3 سوف يكون صدمة لأولئك الذين اعتادوا على العمل مع شريطي جنوم2 التقليديين"، أن واجهة جديدة في نهاية المطاف "لا تشعر حقا بحدوث تحسن هائل مقارنة جنوم 2." دعم حجته، وعلق قائلا أن واحدا من أعظم مواطن القوة في الشل هو "أنها لا تبدو وكأنها طرق رخيصة لتشغيل ويندوز". جلبرتسون يخلص إلى أن النتيجة "نظافة الواجهة هي الأهم، ولكن هذا يختلف كثيرا عن معظم تصاميم نظم التشغيل. أوبنتو امتعضت من جنوم 3 وانتقدتها وكانت محتارة بين البقاء على واجهة جنوم الكلاسيكية أو المضي في تطوير واجهة يونتي فاختارت الخيار الثاني.

## الشفرة المصدرية
توجد إصدارات جنوم في خادم الملفات ftp.gnome.org على شكل شفرة مصدرية مع مخطوطات الإعداد. يمكن لمنتجي أنظمة التشغيل تصريفها وإدماجها في باقي أنظمتهم قبل التوزيع. يستعمل غالب الموزعين الإصدارات المستقرة والمختبرة، ويقدمونها على شكل حزم مصرفة مسبقا وجاهزة للتثبيت.
تخزن الشفرة المصدرية لكل إصدار تطويري أو مستقر من جنوم في مستودع «التقويض» الخاص بجنوم.
عملية تنزيل الشفرة ثم تصريفها ثم تثبيت مكتب جنوم مرهقة ومضيعة للوقت، تستعمل مخطوطات مثل جارنوم أو ج.ه.بيلد لتثبيت جنوم آليا.
يعمل المختصون بإصلاح العلل وإضافة ميزة ما الفرع غير المستقر من شجرة شفرة جنوم، والتي تسمى «الجذع». تحتوي شفرة التطوير على آخر التعديلات والتي قد تكون لغرض تجريبي. «تُجمد» هذه الشفرة لاحقا للاختبار وتصحيح العلل قبل الإصدارة الجديدة.

## الانتقادات

### التبسيط المخل
توجه لجنوم انتقادات بسبب التركيز الشديد على البساطة مما يؤدي أحيانا إلى التخلي عن إضافة خصائص معينة بحجة أنها قد تربك المستخدم، من أشهر من وجه انتقادات كهذه لينوس تورفالدز مطور نواة لينكس الأصلي متهما مطوري جنوم بأنهم يفترضون أن المستخدم غبي ويحجبون عنه الخصائص التي قد يحتاجها.

## التطلعات المستقبلية
توجد مشاريع فرعية كثيرة تحت شعار جنوم، لكن بعضها ليس ضمن المنتج الرسمي. فالبعض منها لغرض اختباري صرف أو لتجريب أفكار قد تدخل لاحقا ضمن المنتج المستقر الرسمي؛ والبعض الآخر عبارة عن شفرة في طور التحسين للإدماج المباشر. من بينها نذكر:
- محفظ جنوم - نظام ملء قواعد البيانات لجنوم. يمكن مقارنته بنظام التسجيل وين إف إس.
- مشروع توباز - أفكار من أجل جنوم 3.0.[70]
- مشروع سويلنت - الاهتمام بالجانب البشري
- مشروع ريدلي - لتقوية مكتبات صغيرة وغير مصانة في جتك+، مثل مكتبة-جنوم ومكتبة-جنوم-طباعة.
- استعمال لغة واجهة مستخدم إكس إم إل لمشروع موزيلا في مكتب جنوم.

جرت نقاشات هامة حول إدخال برامج مكتوبة بسي# أو جافا في جنوم. انطلاقا من جنوم 2.16، صار جتك# (**** لجتك+ وجنوم) ومونو من قائمة الاعتمادات، ودخل برنامج مكتوب بسي#، توم بوي، في الإصدار الرسمي.

## وصلات خارجية
- الموقع الرسمي
- قائمة اللغات التي تُرجم إليها جنوم
- GFiles.org
- تعريب جنوم
- جنوم على موقع Open Hub (الإنجليزية)
- جنوم على موقع Free Software Directory (الإنجليزية)